# SA1a (Inschrift)
SA1a ist die Bezeichnung einer Inschrift auf einem Siegel (S) von Artaxerxes I. (A1). Sie wurde von der Wissenschaft mit einem Index (a) versehen. Die Inschrift liegt in altpersischer Sprache vor und wurde in Daskyleion gefunden.

## Inhalt
„Ich (bin) Artaxerxes, der König.“

## Beschreibung
Die Inschrift SA1a ist in Spuren auf zwei Tonklumpen (Bullae) von insgesamt 12 Siegelabdrücken desselben Zylindersiegels zu erkennen. Die beiden Fragmente werden mit den wissenschaftlichen Objektnamen Erg. 55 (Katalogname DS 4.2) und Erg. 464 (Katalogname DS 4.3) bezeichnet. Die Inschrift ist waagrecht in einer Zeile angebracht, die von links nach rechts gelesen wird. Der Wortlaut der Inschrift musste über einzelne Zeichen hergeleitet werden und wird Artaxerxes I. zugeordnet. Da das Alter des Siegels nicht genau festgelegt werden kann, ist es nicht ganz ausgeschlossen, dass die Inschrift mit dem Siegel auf Artaxerxes II. deuten könnte. Ein weiteres Fragment mit der wissenschaftlichen Objektbezeichnung Erg. 335 (Katalogname DS 4.6) trägt ebenfalls Spuren einer Inschrift, wird aber trotz der großen Ähnlichkeit mit SA1a einer separaten Inschrift, SA1b, zugerechnet. Die Fragmente befinden sich im Archäologischen Museum in Bandirma in der Türkei.
Auf dem Siegel ist eine königliche Gestalt dargestellt, die auf einem Thron sitzt. Die Figur hat die rechte Hand in einer Begrüßungshaltung erhoben und hält eine Lotusblume in der linken Hand. Sie ist in persischen Hoftracht gekleidet und trägt eine Krone mit Zinnen, von der Bänder in den Nacken hängen. Vor ihr steht eine Gruppe von Figuren. Zwischen dem König und der Gruppe von Figuren sind zwei Weihrauchgefäße. Die erste Figur von links nach rechts hat einen kurzen Bart und trägt eine Art Tunika, Hosen und eine hohe Kopfbedeckung. Sie steht aufrecht und hat die rechte Hand zu ihrem Mund gehoben. Hinter ihr steht eine große und langbärtige Gestalt in Hoftracht mit weiten Ärmeln gekleidet. Sie trägt eine zylindrische Kopfbedeckung und eine Art von Speer in ihren Händen. Hinter ihr ist die schemenhafte Figur zu sehen, die in die entgegensetzte Richtung schaut. Hinter dem König stehen zwei Begleitpersonen. Eine trägt ein Handtuch und einen Fliegenwedel und die zweite ist der Waffenträger mit einem Bogenkasten. Beide sind  in Tunikas und Hosen gekleidet und tragen kurze Bärte und hohe Kopfbedeckungen. Eine  geflügelte Scheibe schwebt über der Szene und darüber ist die Inschrift angebracht.

## Rezeption
Die Illustration mit der Inschrift SA1a ist die einzige vollständige Darstellung einer Audienzszene eines achämenidischen Königs auf einem Siegel. Überlieferte Siegel von den Verwaltungsarchiven von Persepolis zeigen Teilaspekte von Audienzszenen, wie zum Beispiel die Siegel PFS 22, PFS 66a und PFS 66b, die ebenfalls eine Figur auf einem Thron und Bittsteller zeigen. Die berühmtesten Darstellungen von Audienzszenen sind die Prozessionen zum König auf den Reliefs von Persepolis, die Details des Siegels wie den Begleiter mit dem Fliegenwedel, den sich verbeugenden Beamten, die Hand respektvoll zum Mund geführt, und zwei Weihrauchgefäße zwischen dem König und den Bittstellern zeigen. Es ist augenscheinlich, dass das Siegel eine abgekürzte Version der Audienzszenen von Persepolis enthält.
Das Thema einer sitzenden Figur auf einem Thron, der sich Bittsteller nähern, ist ein altes Motiv von Präsentationen und rituellen Szenen aus Mesopotamien. Die waagrechte Richtung der Inschrift über dem Bild ist von urartäischen königlichen Siegeln überliefert. Für achämenidische Zylindersiegel ist die Richtung ungewöhnlich, da die Inschriften meistens senkrecht als Endpunkt der Szene und vielmals in einem abgetrennten Feld angebracht sind.
Weihrauchgefäße, im griechischen Umfeld Thymiateria genannt, waren wichtige Bestandteile bei babylonischen religiösen Zeremonien und sind ein essentieller Teil von Hofszenen der persischen Ikonographie. Es gibt anatolische Überlieferungen ähnlicher Gefäße von Tarsus in Kilikien, Pasyryk und Güre in der Provinz Uşak. Eine klazomenische Keramikscherbe von 560 v. Chr. stellt ein sitzendes Paar dar, dem ein Weihrauchgefäß überreicht wird, das eine ähnliche Form wie dasjenige auf dem Siegel hat.
Im Archiv von Daskyleion wurden vier verschiedene Darstellungsvarianten einer geflügelten Scheibe gefunden. Auf dem Fragment mit der wissenschaftlichen Objektnummer Erg. 277 (Katalognummer DS 22) ist eine anthropomorphe Figur mit eckigen Flügeln dargestellt. Die Ausführung ist typischerweise auf assyrischen Bildern zu sehen. Ein Symbol mit runden abwärtsrechteten Flügeln ist auf dem Siegelabdruck Erg. 3 zu finden (Katalognummer DS 34). Die Gestalt ist für das Achämenidenreich untypisch und nur in phönikischen Darstellungen zu finden. Die mit Abstand häufigste Darstellung sind die waagrechten abgerundeten Flügel. Die Form ist im ganzen Reich am weit verbreitetsten und findet sich auch in anderen westlichen Satrapien. Es wird vermutet, dass der Kontakt von Dareios I. mit Ägypten diesen Typ ins achämenidische Reich gebracht hat. Das Siegel mit der Inschrift SA1a zeigt als einziges Siegel ein Symbol mit eckigen Flügeln.
Die Bedeutung der geflügelten Scheibe und der anthropomorphen Figur wurde lange von der Wissenschaft diskutiert. Die Interpretationen gingen von Fravaschi, dem beschützenden Wesenskern und Wächter der Seele eines Menschen, Farnah, dem göttlichen Geschick, bis zu Khavarnah, ein Konzept, das sich später zu Tyche und Fortuna entwickelte. Die anthropomorphe Figur wird heute größtenteils mit Ahuramazda identifiziert. Die Figur wurde von der assyrischen Ikonographie übernommen, die dort die  höchste Gottheit Aššur darstellt. Das assyrische Modell wurde von den achämenidischen Planern überarbeitet, um sie an ihre eigenen religiösen und politischen Anforderungen anzupassen.